# Thoubal
Thoubal è una città dell'India di 41.149 abitanti, capoluogo del distretto di Thoubal, nello stato federato del Manipur. In base al numero di abitanti la città rientra nella classe III (da 20.000 a 49.999 persone).

## Geografia fisica
La città è situata a 24° 37' 60 N e 94° 1' 0 E e ha un'altitudine di 764 m s.l.m..

## Società

### Evoluzione demografica
Al censimento del 2001 la popolazione di Thoubal assommava a 41.149 persone, delle quali 20.730 maschi e 20.419 femmine. I bambini di età inferiore o uguale ai sei anni assommavano a 5.402, dei quali 2.743 maschi e 2.659 femmine. Infine, coloro che erano in grado di saper almeno leggere e scrivere erano 28.537, dei quali 16.616 maschi e 11.921 femmine.